# Шведська залізна руда під час Другої світової війни

Положення Швеції в Європі, 1942 р.
Швеція
Третій Рейх
Території під німецькою окупацією
Німецькі союзники, в тому числі військові, та маріонеткові держави
Утримувані союзниками території
Інші нейтральні території

Під час Другої світової війни попри тому, що Швеція дотримувалася своєї політики державного нейтралітету, здобута на її території залізна руда стала важливим економічним і військовим фактором на Європейському театрі Другої світової війни, оскільки Швеція була основним постачальником залізної руди до нацистської Німеччини. Середні відсотки за джерелами надходження залізної руди до нацистської Німеччини протягом 1933-43 років були такими: Швеція — 43,0 %, внутрішнє виробництво (Німеччина) — 28,2 %, Франція — 12,9 %. Найбільш залежним від шведської сталі у вермахті був нацистській військово-морський флот для забезпечення його потреб у виробництві військових кораблів. Також на думку деяких істориків, вважається, що шведський експорт допоміг продовжити війну.
І союзники, і країни Осі прагнули отримати контроль над гірничодобувним районом на півночі Швеції, поблизу шахтарських містечок Єлліваре та Кіруна. Важливість цього питання зросла після того, як ці джерела здобутку заліза були відрізані від Німеччини морською блокадою союзників унаслідок битви за Атлантику. Як запланована англо-французька підтримка Фінляндії у Зимовій війні, так і наступна німецька окупація Данії та Норвегії під час операції «Везерюбунг» значною мірою були спровоковані бажанням позбавити своїх ворогів заліза, критично важливого для виробництва сталі у воєнний час.

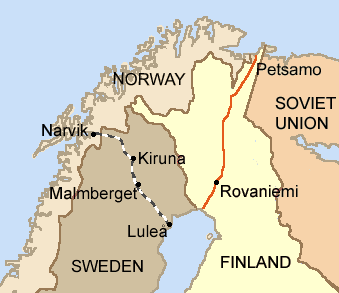
Залізна руда, видобута в Кіруні та Мальмбергеті і доставляється залізницею до портів Лулео та Нарвіка.(Кордони станом на 1920—1940 роки)

Вінстон Черчилль, тодішній перший лорд адміралтейства, був особливо стурбований шведським експортом залізної руди до Німеччини й наполягав на тому, щоб британський уряд вжив військових заходів для припинення цієї торгівлі. З самого початку війни Черчилль намагався переконати своїх колег по кабінету міністрів відправити британський флот у Балтійське море, щоб зупинити поставки шведського заліза, яке потрапляло до нацистської Німеччини з двох шведських експортних портів — Лулео та Укселесунд. Заплановане вторгнення отримало назву проєкт «Катерина» і було сплановане адміралом флоту Вільямом Бойлом. Однак інші події затьмарили вторгнення, і його було скасовано. Пізніше, коли балтійські порти замерзли й німці почали вивозити залізну руду з норвезького порту Нарвік, Черчилль наполягав на тому, щоб Королівський флот замінував західне узбережжя Норвегії, щоб запобігти проходженню німецьких вантажних суден з рудою у нейтральних територіальних водах Норвегії, які рушили цими маршрутами, щоб уникнути морських патрулів союзників з контролю за контрабандою.
Хоча Швеція не вступила в конфлікт, пізніше під тиском західних союзників вона погодилася скасувати транзит німецьких військових матеріалів і військ через територію Швеції, ще більше скоротити експорт залізної руди, припинити шведське військово-морське супроводження німецьких кораблів на Балтиці та зменшити експорт шарикопідшипників. В обмін на це Британія і США погодилися на послаблення блокади, щоб дозволити Швеції імпортувати деякі важливі товари, зокрема каучук і нафту. Постійний дипломатичний тиск разом із погіршенням німецької військової позиції поступово переконали Швецію скоротити та, зрештою, до листопада 1944 року припинити торгівлю з Німеччиною.